# Chroot
chroot en els sistemes operatius derivats d'Unix, és una operació que invoca un procés, el qual canvia per a aquest i els seus fills el directori arrel del sistema. chroot" pot referir-se a la crida de sistema chroot (2) o al programa executable chroot (8). Comunament, l'entorn virtual creat per chroot a partir de la nova arrel del sistema es coneix com a "gàbia chroot".
El sistema chroot va ser introduït per Bill Joy el 18 març de 1982 (17 mesos abans que BSD 4.2 fos publicat) per provar el seu sistema d'instal·lació i construcció.
En utilitzar "chroot" per invocar un procés, s'impedirà al mateix i als seus processos fills accedir pel seu nom a cap fitxer que estigui per sobre del nou directori arrel. Això és entès sovint com un dispositiu de seguretat, ja que en teoria crea una zona segura per executar un programa que provoca desconfiança, no està provat, o d'alguna manera pot presentar un comportament perillós per a la integritat del sistema. No obstant això, cal assenyalar que les gàbies chroot no són tan segures com un altre tipus de gàbies o la virtualització.
A causa que els programes esperen trobar en llocs determinats seu espai d'emmagatzematge, els arxius de configuració o les seves biblioteques d'enllaç dinàmic, entre d'altres, preparar una gàbia chroot implica també incloure aquests recursos dins d'ella.
Els programes tenen permès dur descriptors d'arxius oberts (siguin arxius físics, canonades, o connexions de xarxa) dins de la gàbia, la qual cosa pot simplificar el disseny fent innecessari deixar arxius funcionals dins del directori chroot. Això també funciona com un sistema de capacitats simple, en el qual, al programa se li atorga accés explícit als recursos externs al chroot basat en els descriptors que pot portar al seu interior.

## Usos
Les gàbies chroot s'usen per crear i mantenir una còpia virtual separada del sistema operatiu en un directori d'aquest. Això pot ser útil per :
- Proves i desenvolupament: Es pot crear una àrea de prova per a un programa quan és arriscat utilitzar un sistema en producció directament.
- Control de dependència: Els programes poden ser desenvolupats, construïts i posats a prova només amb les dependències esperades. Això pot prevenir algunes formes de lligat corrupte que sorgeixen quan els desenvolupadors construeixen projectes amb diferents biblioteques instal·lades.
- Compatibilitat: El programari heretat o que utilitza una diferent interfície binària d'aplicació, algunes vegades ha d'executar per separat, ja que les biblioteques que el suporten o els arxius de dades podrien, d'una altra manera, entrar en conflicte de noms o enllaços amb els del sistema contenidor de la gàbia.